# Сташувский повет
Сташувский повет (пол. Powiat staszowski) — повет (район) в Польше, входит как административная единица в Свентокшиское воеводство. Центр повета — город Сташув. Занимает площадь 924,84 км². Население — 73 183 человека (на 30 июня 2015 года).

## Административное деление
- города: Богоря, Осек, Поланец, Сташув
- городско-сельские гмины: Гмина Богоря, Гмина Олесница, Гмина Осек, Гмина Поланец, Гмина Сташув, Гмина Шидлув
- сельские гмины: Гмина Лубнице, Гмина Рытвяны

## Демография
Население повета дано на 30 июня 2015 года.
| Перепись            | Всего  | Мужчины | Женщины |
| ------------------- | ------ | ------- | ------- |
|                     | чел.   | чел.    | чел.    |
| Всего               | 73 183 | 36 312  | 36 871  |
| Городское население | 25 497 | 12 439  | 13 058  |
| Сельское население  | 47 686 | 23 873  | 23 813  |